# Municipalità locale di Hantam
Hantam è una municipalità locale (in inglese Hantam Local Municipality) appartenente alla municipalità distrettuale di Namakwa della provincia del Capo Settentrionale in Sudafrica. 
In base al censimento del 2001 la sua popolazione è di 19.813 abitanti.
La sede amministrativa e legislativa è la città di Calvinia e il suo territorio si estende su una superficie di 27.967 km² ed è suddiviso in 5 circoscrizioni elettorali (wards). Il suo codice di distretto è NC065.

## Geografia fisica

### Confini
La municipalità locale di Hantam confina a nord, a est e a sud con il District Management Areas NCDMA06, a est con quella di Karoo Hoogland, a sud con quella di Cederberg (West Coast/Provincia del Capo Occidentale) e a ovest con quella di Matzikama (West Coast/Provincia del Capo Occidentale) e con il District Management Areas WCDMA01.

### Città e comuni
- Brandvlei
- Calvinia
- Loeriesfontein
- Nieuwoudtville

### Fiumi
- April se
- Bloukraans
- Boesmanfontein se Laagte
- Bos
- Brak
- Dassiesstraatlaagte
- Doring
- Droe
- Droelaagte
- Eiergat
- Gannakuils
- Hantams
- Hottentotsfontein se Laagte
- Kamdanie
- Katkop
- Kleinfontein
- Klein – Vis
- Kookfontein
- Krom
- Muiskraal
- Oorlogskloof
- Renoster
- Riet
- Rooiberg
- Rooivlak se Laagte
- Saadkraal
- Sak
- Soutpans
- Theronje
- Vis
- Volstruisnesholte
- Wolf

### Dighe
- Driekop Dam
- Karee Dam
- Stofkraal Dam